# 高行历史文化公园
高行历史文化公园是位于中华人民共和国上海市浦东新区高行镇的一座公园，位于俱进路南侧，西邻高行街，东接新行路，南至芦九沟，是开放式休闲公园。2022年开工，2024年竣工。公园内有浦东新区历史文物保护点高行张氏民宅，始建于清代嘉靖道光年间，2017年正式公布并挂牌为浦东新区文物保护点。